# Fairytale
Fairytale (sprookje) is een nummer gezongen en geschreven door de zanger Alexander Rybak. Met het nummer won Rybak het Eurovisiesongfestival 2009 in Moskou voor Noorwegen. Het nummer is geënt op Russische en Noorse folklore en volgens Rybak geïnspireerd door een liefdesgebeurtenis.
Rybak zong het nummer voor Noorwegen tijdens de tweede halve finale van het Eurovisiesongfestival, op 14 mei 2009. In deze halve finale behaalde het nummer de eerste plaats met 201 punten. In de finale kreeg het nummer 387 punten, waarmee het de overwinning binnenhaalde. Dit puntenaantal is een record, nooit eerder scoorde de winnaar van het Songfestival zo veel punten. Ook kreeg het nummer de meeste twaalf punten uit de geschiedenis van het festival: zestien keer. Dit record stond eerder op naam van Katrina & the Waves (1997) en Helena Paparizou (2005), die elk tien keer twaalf punten kregen.

## Hitverloop
De single Fairytale maakte een veelbelovende start toen het op 30 mei 2009 de Nederlandse Top 40 binnenkwam op nummer 21. Hiermee werd het het eerste buitenlandse Songfestivalliedje dat de Top 40 wist te halen sinds 2003, toen de Turkse Sertab Erener succesvol was met Everyway That I Can, het winnende liedje van dat jaar. Fairytale kwam in de Top 40 tot nummer 14, maar zakte vervolgens als een baksteen en was na vier weken alweer verdwenen.

### Hitnotering
| "Fairytale" in de Nederlandse Top 40 - binnen: 30 mei 2009 | "Fairytale" in de Nederlandse Top 40 - binnen: 30 mei 2009 | "Fairytale" in de Nederlandse Top 40 - binnen: 30 mei 2009 | "Fairytale" in de Nederlandse Top 40 - binnen: 30 mei 2009 | "Fairytale" in de Nederlandse Top 40 - binnen: 30 mei 2009 | "Fairytale" in de Nederlandse Top 40 - binnen: 30 mei 2009 |
| Week                                                       | 1                                                          | 2                                                          | 3                                                          | 4                                                          |                                                            |
| ---------------------------------------------------------- | ---------------------------------------------------------- | ---------------------------------------------------------- | ---------------------------------------------------------- | ---------------------------------------------------------- | ---------------------------------------------------------- |
| Nummer                                                     | 21                                                         | 14                                                         | 16                                                         | 34                                                         | uit                                                        |

| "Fairytale" in de Ultratop 50 - binnen: 23 mei 2009 | "Fairytale" in de Ultratop 50 - binnen: 23 mei 2009 | "Fairytale" in de Ultratop 50 - binnen: 23 mei 2009 | "Fairytale" in de Ultratop 50 - binnen: 23 mei 2009 | "Fairytale" in de Ultratop 50 - binnen: 23 mei 2009 | "Fairytale" in de Ultratop 50 - binnen: 23 mei 2009 | "Fairytale" in de Ultratop 50 - binnen: 23 mei 2009 | "Fairytale" in de Ultratop 50 - binnen: 23 mei 2009 | "Fairytale" in de Ultratop 50 - binnen: 23 mei 2009 | "Fairytale" in de Ultratop 50 - binnen: 23 mei 2009 | "Fairytale" in de Ultratop 50 - binnen: 23 mei 2009 | "Fairytale" in de Ultratop 50 - binnen: 23 mei 2009 | "Fairytale" in de Ultratop 50 - binnen: 23 mei 2009 | "Fairytale" in de Ultratop 50 - binnen: 23 mei 2009 |
| Week                                                | 1                                                   | 2                                                   | 3                                                   | 4                                                   | 5                                                   | 6                                                   | 7                                                   | 8                                                   | 9                                                   |                                                     | 10                                                  | 11                                                  |                                                     |
| --------------------------------------------------- | --------------------------------------------------- | --------------------------------------------------- | --------------------------------------------------- | --------------------------------------------------- | --------------------------------------------------- | --------------------------------------------------- | --------------------------------------------------- | --------------------------------------------------- | --------------------------------------------------- | --------------------------------------------------- | --------------------------------------------------- | --------------------------------------------------- | --------------------------------------------------- |
| Nummer                                              | 5                                                   | 1                                                   | 4                                                   | 7                                                   | 14                                                  | 17                                                  | 21                                                  | 38                                                  | 35                                                  | uit                                                 | 46                                                  | 32                                                  | uit                                                 |

1956: Refrain · 
1957: Net als toen · 
1958: Dors, mon amour · 
1959: 'n Beetje · 
1960: Tom Pillibi · 
1961: Nous les amoureux · 
1962: Un premier amour · 
1963: Dansevise · 
1964: Non ho l'età · 
1965: Poupée de cire, poupée de son · 
1966: Merci, chérie · 
1967: Puppet on a string · 
1968: La la la · 
1969: Un jour, un enfant, De troubadour, Vivo cantando, Boom bang-a-bang · 
1970: All kinds of everything · 
1971: Un banc, un arbre, une rue · 
1972: Après toi · 
1973: Tu te reconnaîtras · 
1974: Waterloo · 
1975: Ding-a-dong · 
1976: Save your kisses for me · 
1977: L'oiseau et l'enfant · 
1978: A-ba-ni-bi · 
1979: Hallelujah · 
1980: What's another year · 
1981: Making your mind up · 
1982: Ein bißchen Frieden · 
1983: Si la vie est cadeau · 
1984: Diggi-loo diggi-ley · 
1985: La det swinge · 
1986: J'aime la vie · 
1987: Hold me now · 
1988: Ne partez pas sans moi · 
1989: Rock me · 
1990: Insieme: 1992 · 
1991: Fångad av en stormvind · 
1992: Why me? · 
1993: In your eyes · 
1994: Rock 'n' roll kids · 
1995: Nocturne · 
1996: The voice · 
1997: Love shine a light · 
1998: Diva · 
1999: Take me to your heaven · 
2000: Fly on the wings of love · 
2001: Everybody · 
2002: I wanna · 
2003: Everyway that I can · 
2004: Wild dances · 
2005: My number one · 
2006: Hard rock hallelujah · 
2007: Molitva · 
2008: Believe · 
2009: Fairytale · 
2010: Satellite · 
2011: Running scared · 
2012: Euphoria · 
2013: Only teardrops · 
2014: Rise like a phoenix · 
2015: Heroes · 
2016: 1944 · 
2017: Amar pelos dois · 
2018: Toy · 
2019: Arcade · 
2021: Zitti e buoni · 
2022: Stefania · 
2023: Tattoo · 
2024: The code